# ソングス・フロム・ザ・ウエストコースト
ソングス・フロム・ザ・ウエストコースト(Songs From The West Coast)は、2001年に発表されたエルトン・ジョンのアルバム。

## 解説
ロサンゼルスで収録された、バンドサウンドを前面に出したアルバム。長年ギターを担当するデイビー・ジョンストンと、前作より復帰したドラムスのナイジェル・オルソン以外は現地で集められたバンドメンバーである。
多作家で知られるエルトンだが、この頃より良質なものを絞って作っていきたいという抱負をインタビューなどで述べており、その表れともいえるシンプルな楽曲群となっている。エイズ関連で起こった殺人事件への歌「アメリカン〜」や、自身の人生を歌ったような「ディス・トレイン」など歌詞もシリアスなものが多い。
スティービー・ワンダーやルーファス・ウェインライトがゲスト参加。
なおイギリスでは同年にボーナスディスク付きの限定版(Limited Edition)や、翌年に特別版(Special Edition)が発売されている。
本作と『ピーチ・ツリー・ロード』からのシングルは、イギリスでは収録曲などのバージョン違いで二枚出されている。アメリカや日本ではそれらをまとめた独自のシングルとなっており、様々なバージョンが存在する。

## 収録曲
1. エンペラーズ・ニュー・クローズ - The Emperor's New Clothes
2. ダーク・ダイアモンズ - Dark Diamond
3. ルック・マ、ノー・ハンズ - Look Ma, No Hands
4. アメリカン・トライアングル - American Triangle
5. オリジナル・シン - Original Sin
6. バーズ - Birds
7. アイ・ウォント・ラヴ - I Want Love
8. ウェイストランド - The Wasteland
9. 赤い靴の少年のバラード - Ballad of the Boy in the Red Shoes
10. ラヴ・ハー・ライク・ミー - Love Her Like Me
11. マンズフィールド - Mansfield
12. ディス・トレイン - This Train Don't Stop There Anymore

- 作詞　バーニー・トーピン
- 作曲　エルトン・ジョン

### 限定版付属ディスク収録曲
1. Ballad of the Boy in the Red Shoes
2. Snippets Taken From The New Album
  - シングル三曲のサンプル。
3. Tiny Dancer
  - 『マッドマン』収録曲。同年の映画『あの頃ペニー・レインと』で使用された。
4. I Don't Wanna Go On With You Like That
  - 『ワン・ナイト・オンリー』時のライヴ版。

### 特別版付属ディスク収録曲
1. Your Song (with Alessandro Safina)
  - イタリアのテノール歌手、アレサンドロ・サフィーナとのデュエット。チャリティーシングルとして発売されたもの。日本では「ユア・ソング2002」のタイトルで後にベスト盤に収録。
2. Teardrops (with Lulu) 
  - ルルのデュエットアルバムに収録された曲。エルトンの歌唱部や曲のトラック自体は『デュエット・ソングス』のもの。
3. The North Star
  - シングル「アイ・ウォント・ラヴ」収録。アルバム未収録曲。エルトン＆バーニー作。
4. Original Sin (Junior's earth mix)
5. Your Song (Almighty mix)
  - オリジナル版のダンスリミックス。
6. I Want Love (video)
  - 本作シングルのプロモーションビデオ。ロバート・ダウニー・Jr出演。
7. This Train Don't Stop There AnyMore (video) 
  - 第二弾シングルのプロモーションビデオ。ジャスティン・ティンバーレイク出演。
8. Your Song (video)
  - 上記チャリティーシングルのプロモーションビデオ。デビッド・ベッカムがワンシーン出演。

## 参加ミュージシャン
- エルトン・ジョン - Vocal, Piano：1〜12曲目, Harmonium：6曲目
- デイビー・ジョンストン - Guitars：1,2,8曲目, Electric Guitar：3,7曲目, Acoustic Guitar：9,11曲目, Mandolin：9曲目, Backing Vocal：1〜3,7,9〜12曲目
- ナイジェル・オルソン - Drums：1,3,7〜9曲目, Backing Vocal：1〜3,7,9〜12曲目
- ポール・ブッシュネル(Paul Bushnell) - Bass：1〜12曲目, Backing Vocal：1〜3,7,9〜12曲目
- パトリック・レナード - B3：2,4曲目, Organ：3曲目, Keyboards：4,5,11曲目, Mellotoron：10曲目

- マット・チェンバレン(Matt Chamberlain) - Drums：2,4〜6,10〜12曲目, Percussion：6曲目
- ジェイ・ベルローズ(Jay Bellerose) - Percussion：1,3,5,7,9曲目
- ラスティ・アンダーソン(Rusty Anderson) - Guitars：2,5,6,10曲目, Electric Guitar：4,11曲目, Bazouki：11曲目
- デヴィッド・カニング(David Channing) - Acoustic Guitar：3曲目, Dobro：6曲目
- ブルース・ゲイツ(Bruce Gaitsch) - Acoustic Guitar：4,7曲目
- キュディサン・カイ(Kudisan Kai) - Backing Vocal：7,8,12曲目
- タタ・ヴェガ(Tata Vega) - Backing Vocal：8曲目
- ゲイリー・バーロウ(Gary Barlow) - Backing Vocal：12曲目

- ポール・バックマスター - Horns Arrangement and Conductor：1曲目, Strings Arrangement and Conductor：5,9,11,12曲目

- スティービー・ワンダー - Clavinet and Harmonica：2曲目
- ルーファス・ウェインライト() - Harmony Vocal：4曲目
- ビリー・プレストン - Electric Organ：7曲目, B3：8,10曲目

## 製作
- パトリック・レナード - Producer